# Uzari
Uzari (ros. Юзари, Juzari; biał. Юзары, Juzary), właśc. Juryj Naurocki (biał. Юрый Наўроцкі; ros. Юрий Навроцкий Jurij Nawrocki; ur. 11 maja 1991 w Mińsku) – białoruski piosenkarz, reprezentant kraju podczas 60. Konkursu Piosenki Eurowizji (2015).
Pseudonim piosenkarza jest połączeniem jego imienia z imieniem pradziadka (Józef).

## Życiorys

### Wczesne lata
Urodził się w muzycznej rodzinie. Jego matka, Halina Hramowicz, śpiewała w Narodowej Akademickiej Orkiestrze Koncertowej pod przewodnictwem Michaiła Finberga, a ojciec, Wiktar Naurocki, ukończył studia na wydziale muzyka ludowa uniwersytetu w Petersburgu. Również jego wujek i brat mają wyższe wykształcenie muzyczne.
Ukończył studia na uniwersytecie w Petersburgu na wydziale jazzowym w 2013. W młodości trenował również piłkę nożną i karate.

### Kariera

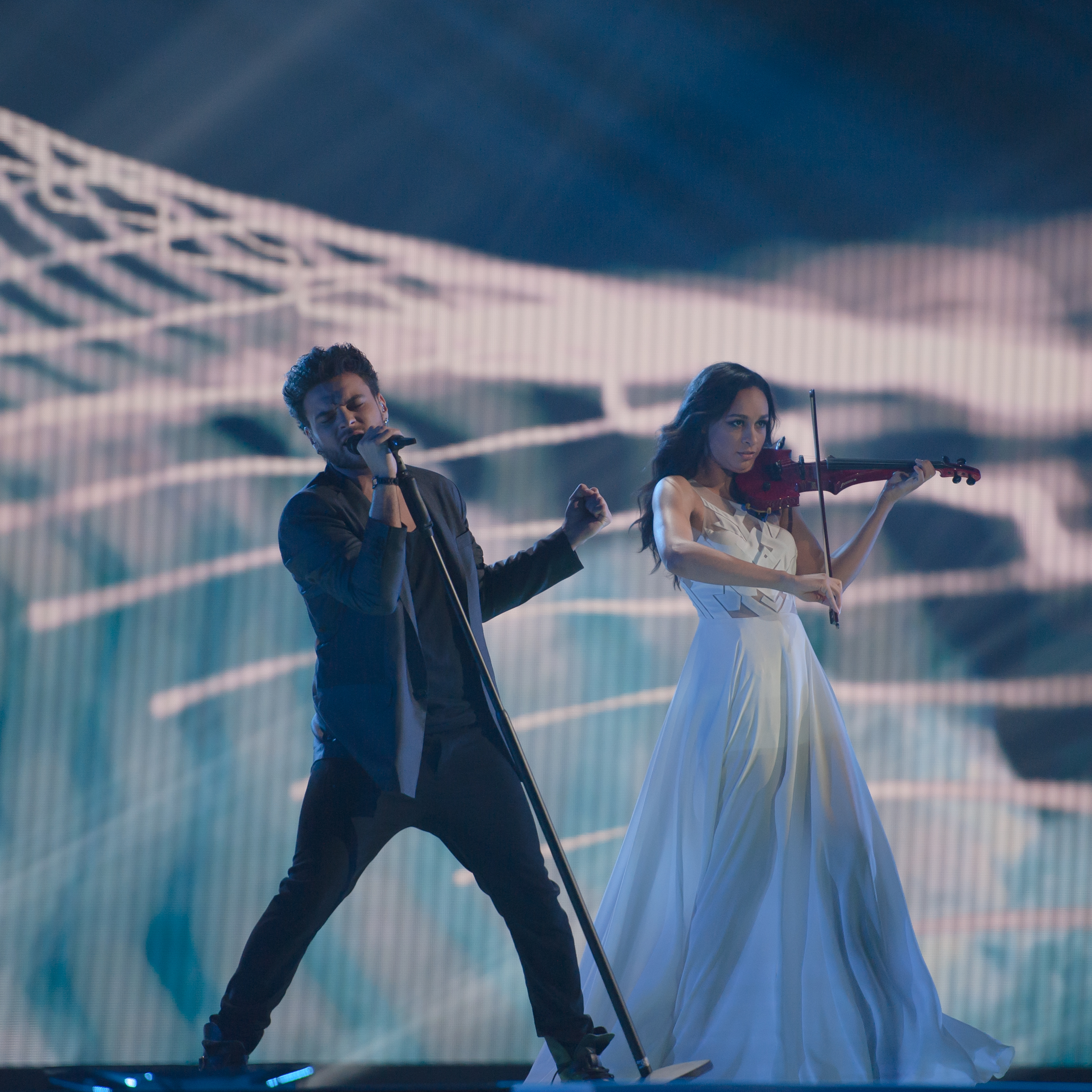
Uzari i Maimuna podczas prób do 60. Konkursu Piosenki Eurowizji w Wiedniu, maj 2015

W 2011 wystąpił na festiwalu New Wave, na którym zajął 11. miejsce z 318 punktami. W tym samym roku śpiewał w chórkach białoruskiej piosenkarki Anastasiji Winnikawaj podczas jej występu w 56. Konkursie Piosenki Eurowizji w Düsseldorfie. Przygotował również aranżację dla Nadziei Misiakowej, reprezentantki Białorusi podczas 12. Konkursu Piosenki Eurowizji dla Dzieci w 2014.
W 2012 wziął udział z piosenką „The Winner” w białoruskich eliminacjach do 57. Konkursu Piosenki Eurowizji. Zajął piąte miejsce. Rok później ponownie wystartował w eliminacjach do konkursu, tym razem z utworem „Secret”, z którym zajął 8. miejsce.
26 grudnia 2014 w duecie z Maimuną wygrał finał krajowych eliminacji do 60. Konkursu Piosenki Eurowizji z utworem „Time”. Zdobyli łącznie 76 punktów w finale selekcji, dzięki czemu zostali reprezentantami kraju podczas konkursu organizowanego w Wiedniu. Po wygraniu eliminacji zapowiedzieli dokonanie kilku zmian kosmetycznych w utworze, a nową wersję piosenki zaprezentowali premierowo pod koniec lutego 2015 na gali Triumph: Heroes of Sport. 19 maja wystąpili z jedenastym numerem startowym w pierwszym półfinale konkursu. Nie awansowali do finału, zajmując 12. miejsce z 39 punktami, w tym z maksymalną notą 12 punktów od Gruzji.
W 2016 Uzari prezentował wyniki głosowania białoruskiego jury podczas 61. Konkursu Piosenki Eurowizji. W styczniu 2018 bez powodzenia ubiegał się o udział w krajowych eliminacjach do 63. Konkursu Piosenki Eurowizji.